# Зура Карухімбі
Зура Карухімбі (фр. Zura Karuhimbi; (1925 , Гітарамаd, Руанда-Урунді  — 17 грудня 2018 , Ruhangod, Південна провінція ) — руандійська громадська діячка. 1994 року врятувала понад 100 людей від вбивства ополченцями хуту під час геноциду тутсі в Руанді. Цілителька традиційної медицини, переховувала біженців у своєму будинку і стримувала бойовиків, що нападали, прикидаючись відьмою. У 2006 році була нагороджена медаллю за боротьбу проти геноциду президентом Руанди Полем Кагаме.

## Ранній період життя
Дата народження Зури Карухімбі невідома — деякі джерела вказують близько 1909 року, але вважається, що вона народилася близько 1925 року, згідно посвідченням особи, виданим державною. Члени її сім'ї були народними цілителями в селі Мусамо в окрузі Руханго, приблизно за годину їзди від столиці країни Кігалі. Вона також стала цілителькою та набула репутації володарки магічних здібностей. Під час Соціальної революції в Руанді стала свідком насильства між правлячою меншістю тутсі та більш численним племенем хуту. Пізніше стверджувала, що в 1959 році врятувала життя дворічного хлопчика тутсі, прив'язавши намистини зі свого намиста до його волосся, щоб він був схожий на дівчинку і уникнув страти хуту. Зура Карухімбі заявила, що цей хлопчик виріс і став президентом Руанди Полем Кагаме.

## Геноцид у Руанді
Під час геноциду в Руанді в 1994 році, викликаного міжплемінним насильством, внаслідок якого загинуло понад 800 000 чоловік, вона була літньою вдовою. Допомагала тутсі, а також бурундійцям та трьом європейцям переховуватися від озброєних ополченців хуту. Вона сховала біженців у своєму двокімнатному будинку та, можливо, в ямі на своїх полях. Усього врятувала понад 100 осіб, у тому числі немовлят, які втратили матерів.
Щоб стримувати ополченців хуту, вона використала репутацію одержимої злими духами. Щоб посилити образ «відьми», вона розфарбувала себе і свій будинок натуральними травами, які при дотику викликали роздратування. Стверджувала, що в її будинку мешкають привиди, і погрожувала, що ті, хто спробує увійти, викликатимуть на себе злих духів та гнів Божий. Вона підкреслювала свій образ, брязкаючи браслетами на руках і погрожуючи, що, якщо які-небудь біженці будуть убиті в її будинку, вбивці «копатимуть собі могили». Ополченці спробували її підкупити, щоб дозволити їм увійти до будинку, але вона відмовилася від грошей. Усі, хто знайшов притулок у Зури Карухімбі, пережили геноцид.

## Пізній період життя
Після закінчення геноциду Зура Карухімбі заявила, що вона християнка, а її чаклунська діяльність була лише засобом стримування нападу. 2006 року була нагороджена медаллю Руанди за кампанію проти геноциду президентом Полем Кагаме. Згодом вона завжди носила цю медаль, кладучи її під подушку перед сном. У пізніші роки продовжувала жити в тому самому будинку, який використовувала для притулку біженців, незважаючи на те, що він руйнувався через знос сусідніх будинків. Проживала в злиднях, її доглядала племінниця. Померла у своєму будинку 17 грудня 2018 року.